# Glendearg Burn (White Esk)
Der Glendearg Burn ist ein Wasserlauf in Dumfries and Galloway, Schottland. Er entsteht nordöstlich des Ettrick Pen an der Grenze von Dumfries and Galloway und Scottish Borders. Er fließt in südlicher Richtung, bis er bei seinem Zusammenfluss mit dem Tomleuchar Burn den White Esk bildet. Der Glendearg Burn hat eine Reihe sehr kurzer Zuflüsse, sein größter Zufluss ist der Strongcleuch Burn.